# Hartův ostrov
Hartův ostrov (anglicky Hart Island) je malý ostrov v americkém státě Washington. Jedná se o říční ostrov na řece Skagit, nedaleko města Sedro-Woolley. Jeho rozloha je 1126 akrů a nadmořská výška 11 metrů. Utvořil se v roce 1911 změnou toku Skagitu. Je hustě zalesněn.